# 武州千住
「武州千住」（ぶしゅうせんじゅ）は、葛飾北斎の名所浮世絵揃物『冨嶽三十六景』全46図中の1図。落款は「北斎改為一筆」とある。

## 概要
本作品は、江戸四宿のひとつである千住宿近郊の農村風景を描いた一図である。千住宿は現代の東京都足立区千住にあたり、江戸から日光街道や奥州街道を通って日光へ至る最初の宿であり、水戸街道などとも接続している交通の要所であった。
水路に腰掛け釣りに興じる二人の男と、馬を牽いて木造堰枠越しに、隅田川とその向こうの富士山を眺める農夫の後ろ姿が描かれており、堰枠の直線と富士山の三角形で幾何学的な構図を表現している。また、頭を下げた馬の斜線や草鞋で引っ張られた手綱と富士山の稜線を対比させて描いている点も構図的な妙味が窺える。
農夫が牽く馬の背に取り付けられた農具は駄付けモッコあるいはスカリなどと呼ばれる運搬具で、馬の飼料に使う草を刈って運んでいるものと思われる。